# Pierre du Terrail

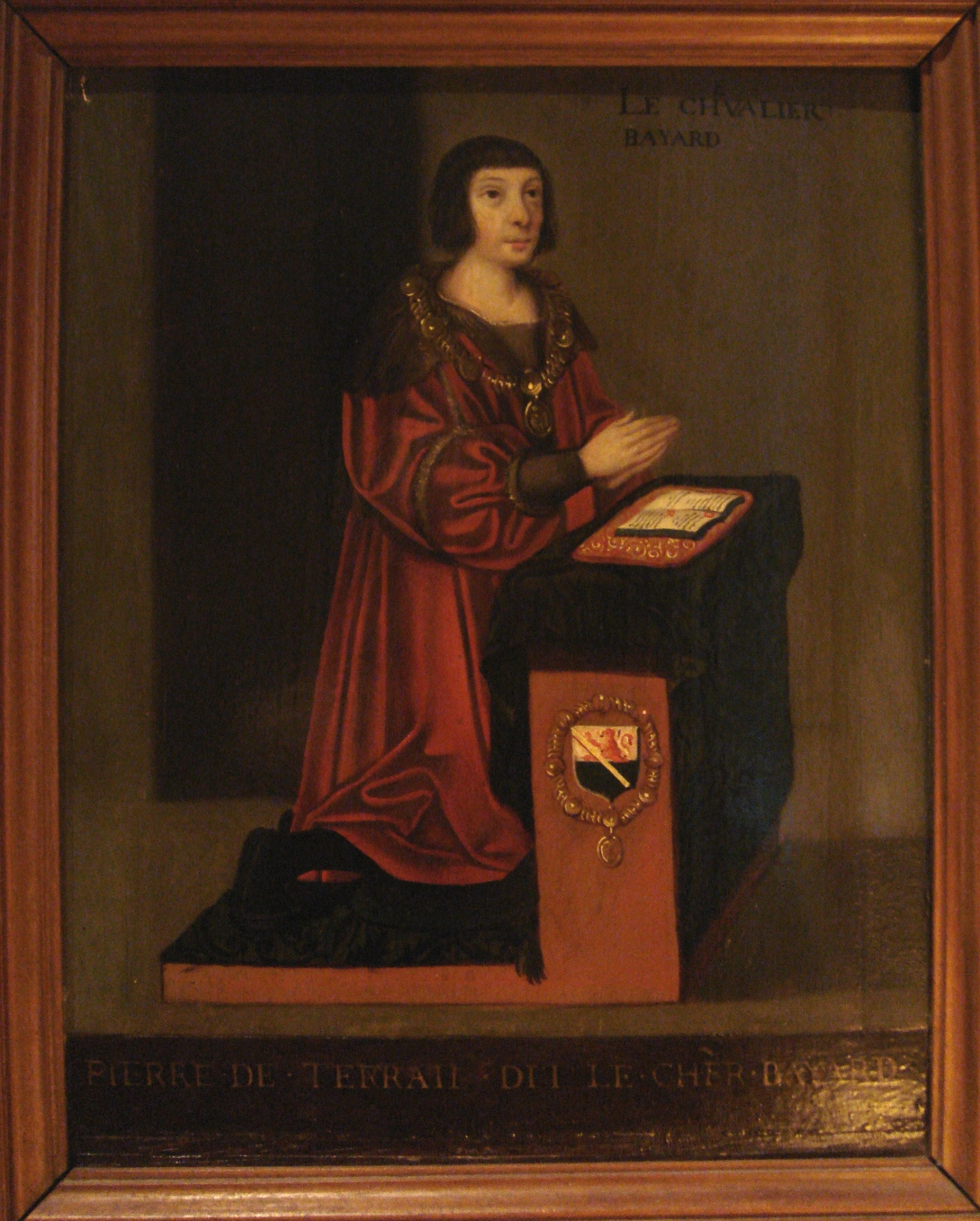
Pierre du Terrail, Chevalier de Bayard

Pierre du Terrail, Chevalier de Bayard (* etwa 1476 auf Schloss Bayard bei Grenoble; † 30. April 1524 in Romagnano Sesia) war ein französischer Feldherr. Seine Biographie Le Loyal Serviteur, die ein Jahr nach seinem Tod von seinem ehemaligen Leibarzt und Sekretär Symphorien Champier verfasst wurde, fand weite Verbreitung und trug zu seinem sprichwörtlichen Ruf als „Ritter ohne Furcht und Tadel“, französisch Chevalier sans peur et sans reproche, bei.

## Militärische Karriere
Pierre du Terrail trat als Page in die Dienste von Graf Philippe de Bauge, des nachmaligen Herzogs von Savoyen, und dann in die des Königs Karl VIII. von Frankreich. Nach einem glücklichen Zweikampf mit dem burgundischen Ritter Claude de Vaudrai bei einer Kompanie Gendarmen angestellt, folgte er 1495 dem König auf seinem Zuge gegen Neapel, focht in der Schlacht bei Fornuovo und wurde für seine Tapferkeit zum Ritter geschlagen.

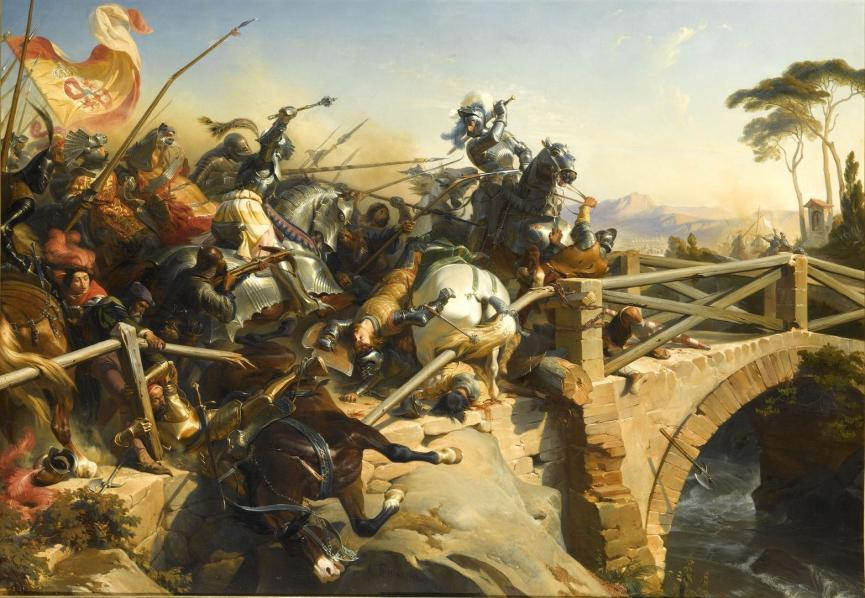
Bayard auf der Gariglianobrücke

Unter Ludwig XII. drang er mit den geschlagenen Feinden zugleich in Mailand ein, wurde gefangen, von Ludovico Sforza aber sogleich wieder entlassen, nahm an der Schlacht von Novara teil und kämpfte 1503 in Neapel gegen die Spanier. Bayard zeichnete sich bei der Verteidigung der Brücke über den Garigliano gegen 200 Reiter aus. Gleichen Ruhm brachte ihm die Verteidigung der Stadt Venosa.
1507 kämpfte Bayard gegen die Genuesen und 1509 in der Schlacht von Agnadello. Als hierauf Ludwig XII. mit Papst Julius II. in Streit geriet, wurde Bayard der Gräfin von Mirandola und Alfonso I. d’Este, dem Herzog von Ferrara, zu Hilfe geschickt. Sein Plan, den Papst auf einer Reise von San Felice nach dem belagerten Mirandola gefangen zu nehmen, misslang; den Antrag eines päpstlichen Spions, Julius II. zu vergiften, wies er zurück.
Bei der Erstürmung des Lagers von Brescia (1512) wurde Bayard schwer verwundet. 1513 in der unglücklichen Schlacht bei Guinegate in der Picardie wurde er von den Engländern gefangen, aber von Kaiser Maximilian und König Heinrich VIII. ohne Lösegeld entlassen.
1514 zum Generalleutnant der Dauphiné ernannt, begleitete er 1515 Franz I. von Frankreich nach Italien. Er bereitete den Marsch über die Alpen nach Savigliano vor, nahm den päpstlichen Feldherrn Prospero Colonna in Villafranca gefangen und focht in der Schlacht bei Marignano so erfolgreich, dass der König sich von ihm zum Ritter schlagen ließ. 1521 verteidigte Bayard Mézières gegen das Heer Karls V.; dafür erhielt er von Franz I. eine Kompanie von 100 Gendarmen, eine Auszeichnung, die sonst nur Prinzen des königlichen Hauses zuteilwurde.

## Tod am Sesiaübergang
Als 1524 der von Franz I. zur Wiedereroberung des Herzogtums Mailand nach Italien geschickte Bonnivet sich zurückziehen musste, verteidigte Bayard den Übergang über die Sesia bei Gattinara. Dabei erhielt er einen Schuss aus einer Arkebuse in die Seite, der ihm das Rückgrat zerschmetterte. Er starb kurz darauf. Als der von Frankreich abgefallene Connétable von Bourbon zu ihm trat und ihn beklagte, sagte Bayard angeblich: „Nicht mich müsst Ihr bemitleiden, wohl aber Euch, der Ihr gegen König und Vaterland die Waffen führt.“
Pierre du Terrail starb im Alter von ungefähr 48 Jahren am 30. April 1524.
Den Beinamen „Chevalier sans peur et sans reproche“ gab Cervantes später seinem Helden Don Quichotte.